# Химична кинетика
Химичната кинетика е област от физикохимията, която се занимава с изучаването на скоростта на химичните реакции. Химичната кинетика включва изследването на различните опитни условия, които могат да повлияят на скоростта на дадена химична реакция, механизмите на реакцията, преходните състояния както и построяването на математически модели, които да описват характеристиките на дадена химична реакция.
За пионери на химичната кинетика се считат норвежците Петер Вааге и Като Максимилиан Гулдберг, които през 1864 г. формулират закона за действието на масата, който гласи, че скоростта на една химична реакция е пропорционална на количеството реагенти. Якоб Вант Хоф изучава химичната динамика и през 1884 г. публикува известния си труд Études de dynamique chimique. През 1901 г. той получава първата Нобелова награда за химия като признание за изследванията му върху химичната динамика и осмотичното налягане.

## Скорост на химичната реакция
Важно понятие в химичната кинетика е скоростта на химичната реакция. Тази величина определя как се променя концентрацията на компонентите в реакцията с течение на времето. Скоростта на химичната реакция е винаги положителна, така че, ако се определя по изходното вещество, то получената стойност трябва да се умножи по -1. За дадена реакция, скоростта може да се изрази така:
{\displaystyle A+B\to C+D,}
{\displaystyle v={\frac {\partial C}{\partial t}}=-{\frac {\partial A}{\partial t}}.}
Освен концентрацията, върху скоростта на химичната реакция оказват влияние и следните фактори: природата на реагентите, наличието на катализатор, температурата и площта на фазовата граница.

## Експериментални методи
Експерименталните методи на химичната кинетика се делят на химични, физични и биохимични, в зависимост от начина на измерване на количеството вещество или концентрацията му по време на реакцията. Към химичните се отнасят методите на кинетиката, основаващи се на традиционните способи на количествения химичен анализ – титриметричен анализ, гравиметричен анализ и прочее. Сред най-разпространените физични методи се отнасят различни спектрални анализи, основаващи се на измерването на абсорбционните спектри на реагентите и продуктите в инфрачервения, видимия и ултравиолетовия диапазони. Използват се също електронно-спинов резонанс и ядрено-магнитен резонанс.

## Приложение
Математическите модели, които описват кинетиката на химичните реакции, предоставят на химиците начини за по-добро разбиране и описване на химичните процеси, протичащи при развалянето на храната, растежа на микроорганизмите, разпадането на стратосферния озон и биологичните системи. Тези модели могат да се използват и при проектиране и усъвършенстване на химичните реактори, за да се подобрят добивите, да се разделят по-ефективно продуктите и да се елиминират потенциално опасните вторични продукти. При извършването на каталитичен крекинг на тежки въглеводороди в бензин или газ, например, кинетичните модели могат да се използват, за да се намерят температурата и налягането, при които биха настъпили най-големи добиви.